# Horatius Cocles

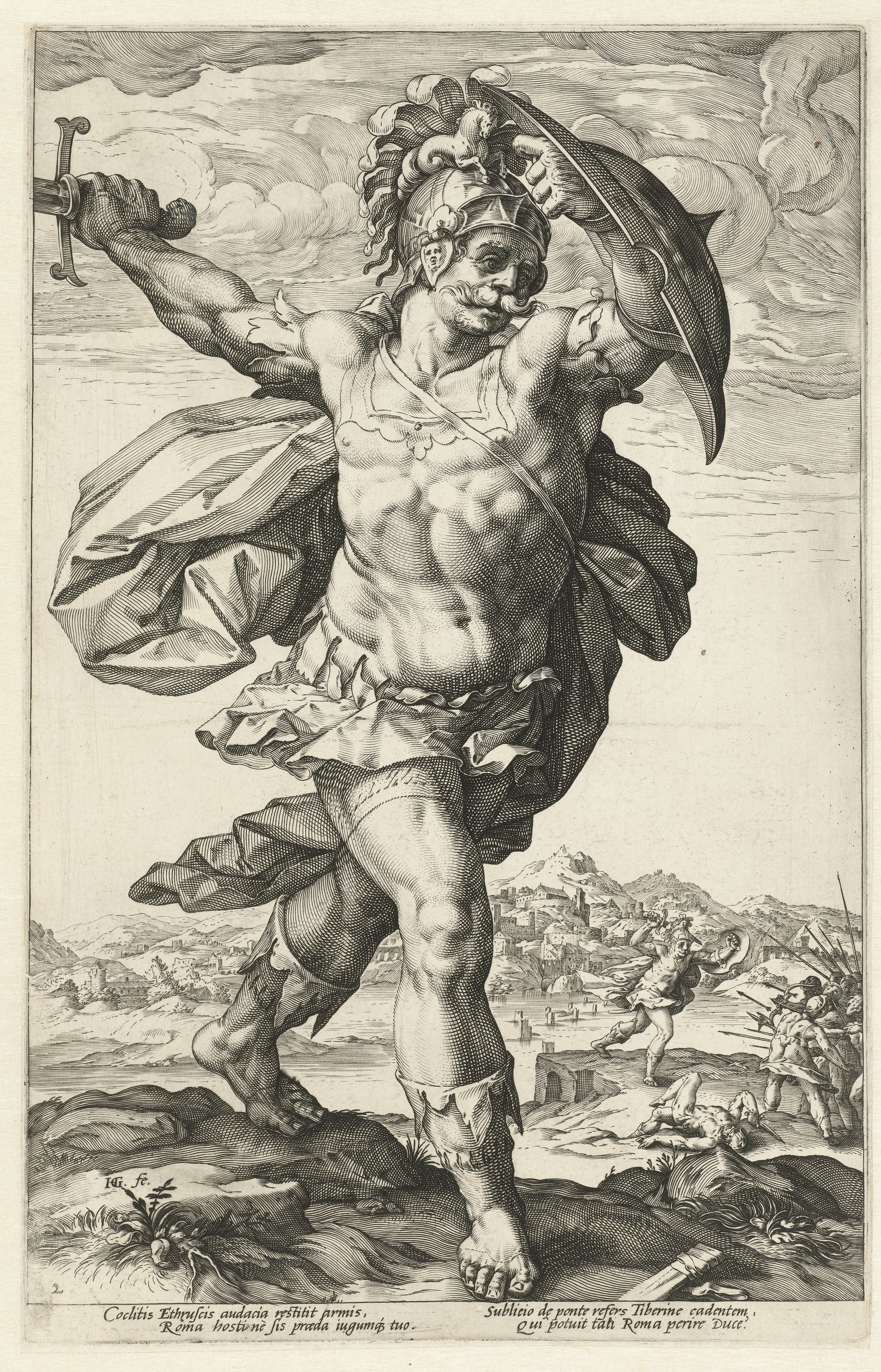
Horatius Cocles, nach einer künstlerischen Darstellung 1586 von Hendrick Goltzius.

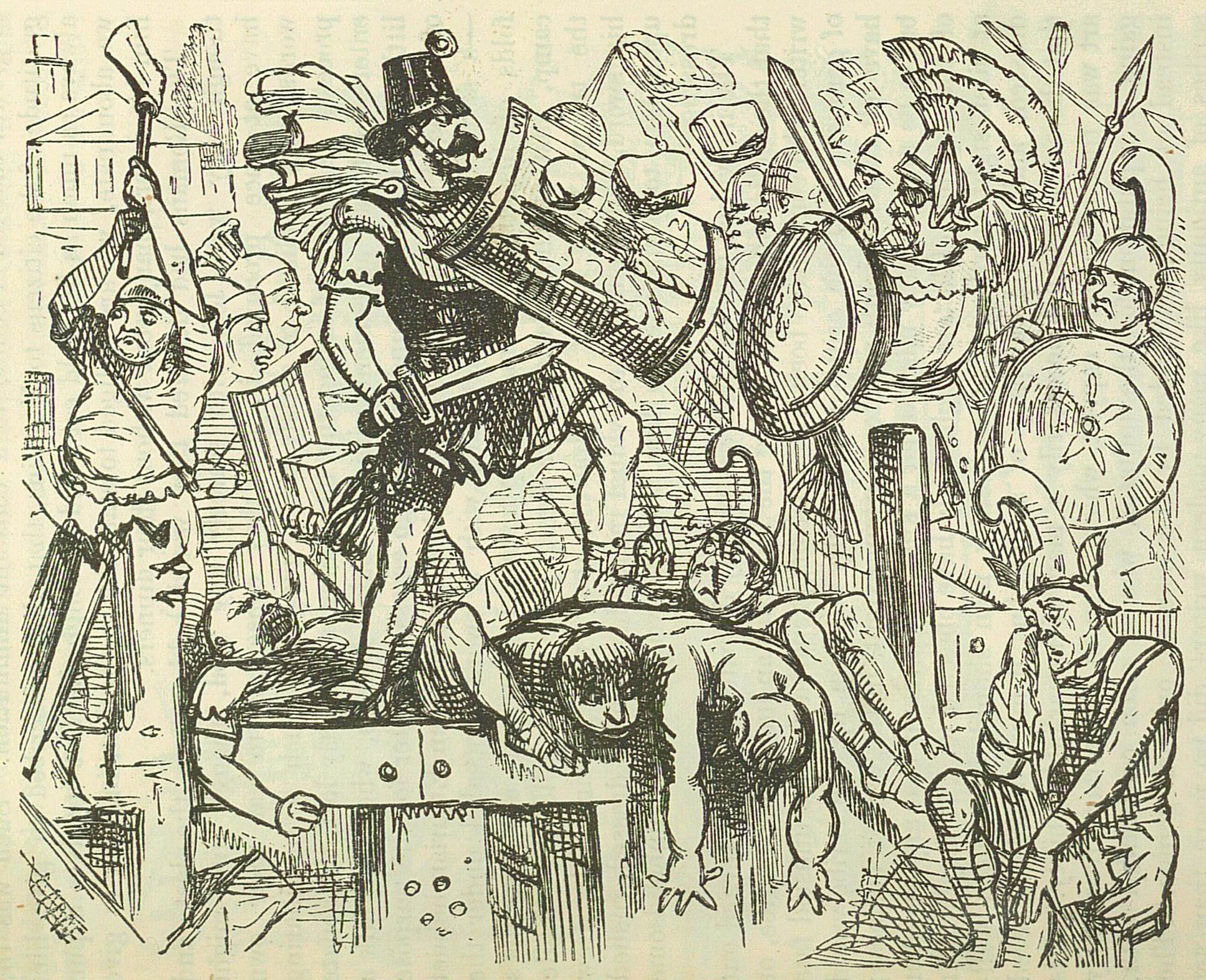
Horatius Cocles verteidigt die Brücke (The Comic History of Rome, ca. 1850)

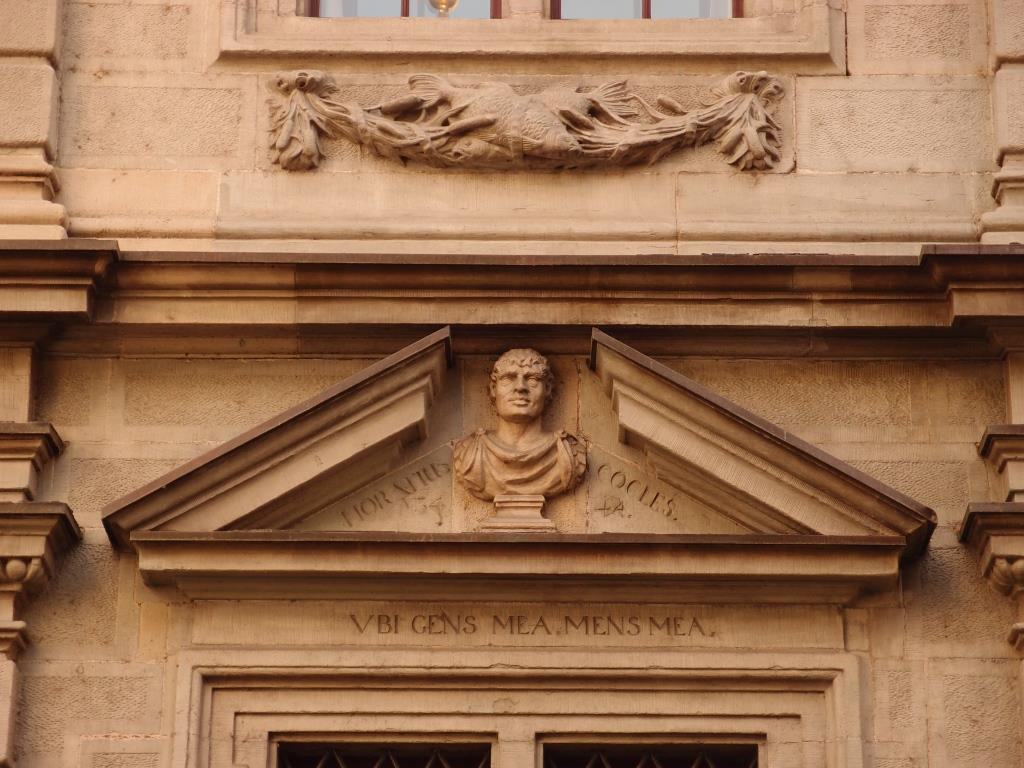
Büste von Horatius Cocles am Rathaus in Zürich

Horatius Cocles (cocles: lateinisch für „einäugiger Mann“) war ein Volksheld der römischen Mythologie aus der Familie der Horatier. Er soll im Jahr 507 v. Chr. alleine die nach Rom führende Brücke über den Tiber gegen die Etrusker verteidigt haben. Währenddessen rissen die Römer die Brücke hinter ihm ab und Cocles schwamm mit Hilfe der Götter in voller Rüstung sicher nach Rom (laut Titus Livius) oder ertrank im Fluss (laut Polybios).
Die Legende über ihn entstand wahrscheinlich durch eine einäugige Vulcanus-Statue, die bei der Brücke über den Tiber stand. Als der Kampf begann, suchte die Landbevölkerung Schutz hinter den Stadtmauern. Der Ianiculum, jener Hügel, der direkt jenseits des Tibers lag, war der etruskischen Übermacht bereits in die Hände gefallen, so dass es unabweislich wurde, die Brücke abzureißen.
Horatius Cocles hielt als Anführer der Brückenwache seine fliehenden Gefährten zurück und befahl ihnen, die Stützpfeiler der Brücke zu zerhacken. Zusammen mit Spurius Larcius und Titus Herminius hielt er unterdessen am jenseitigen Ende der Brücke Stand. Seinen beiden Gefährten befahl er, sich in Sicherheit zu bringen, ehe die Brücke einbrach. Er aber schickte ein Gebet zum Gott des Flusses und sprang in voller Rüstung ins Wasser. In einem Hagel von Geschossen erreichte er die andere Seite. 
Für diese Heldentat ehrte man Horatius Cocles angeblich mit einer Statue auf dem Platz der Volksversammlung (comitium) und schenkte ihm so viel Land, wie er an einem Tag umpflügen konnte.